# Digitonchus cylindricaudatus
Digitonchus cylindricaudatus is een rondwormensoort uit de familie van de Camacolaimidae. De wetenschappelijke naam van de soort is voor het eerst geldig gepubliceerd in 1951 door Chitwood.